# 酸甜汁

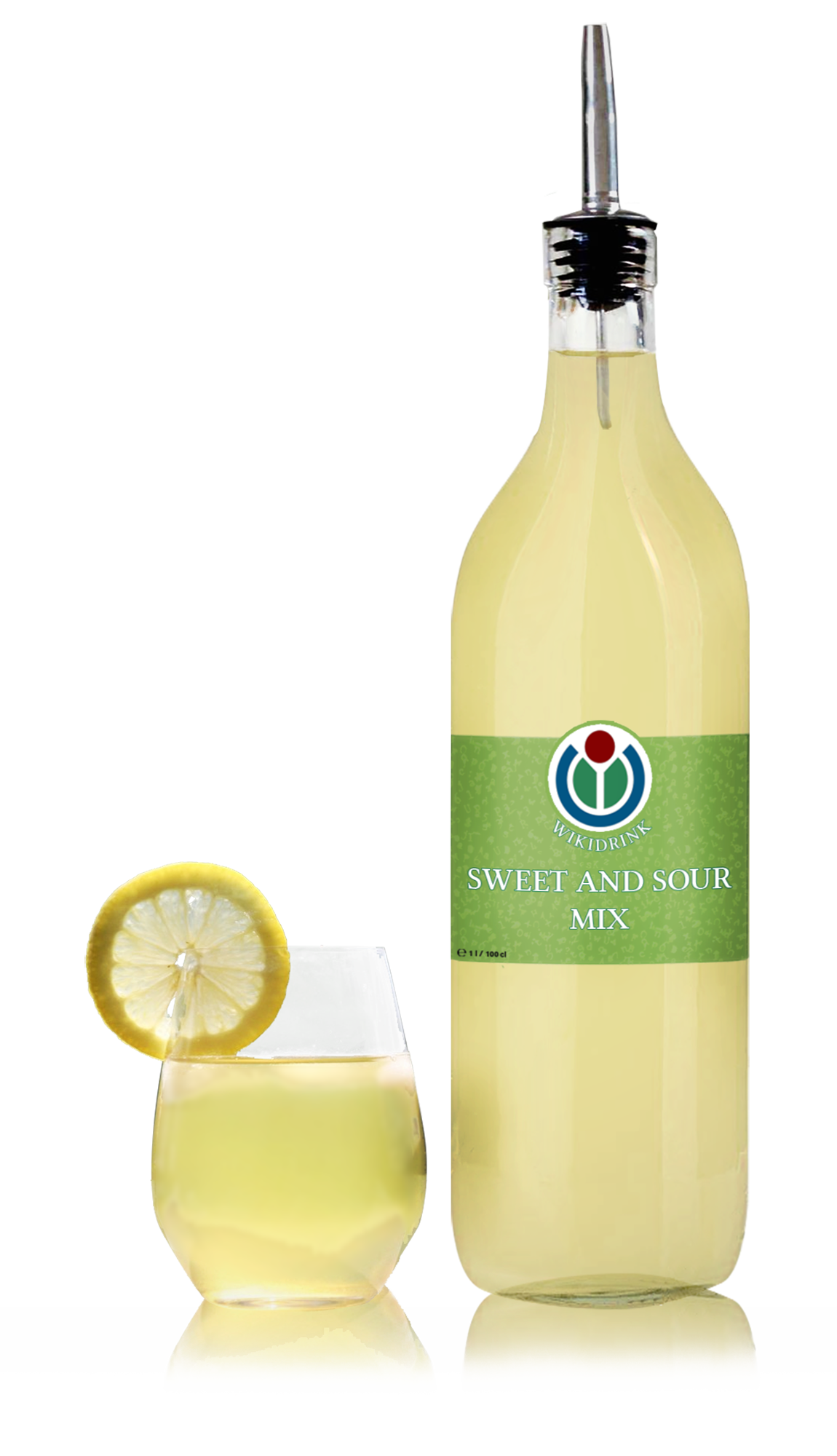
一瓶虚构的甜酸混合饮料和一只玻璃杯。

酸甜汁（英語：Sour mix）是一款黄绿色的饮料，常作为鸡尾酒（如长岛冰茶）的配方原料。通常做法是用等量的柠檬汁（或青柠汁）与糖浆混合后加冰块用力摇匀。